# トロリーコンタクター

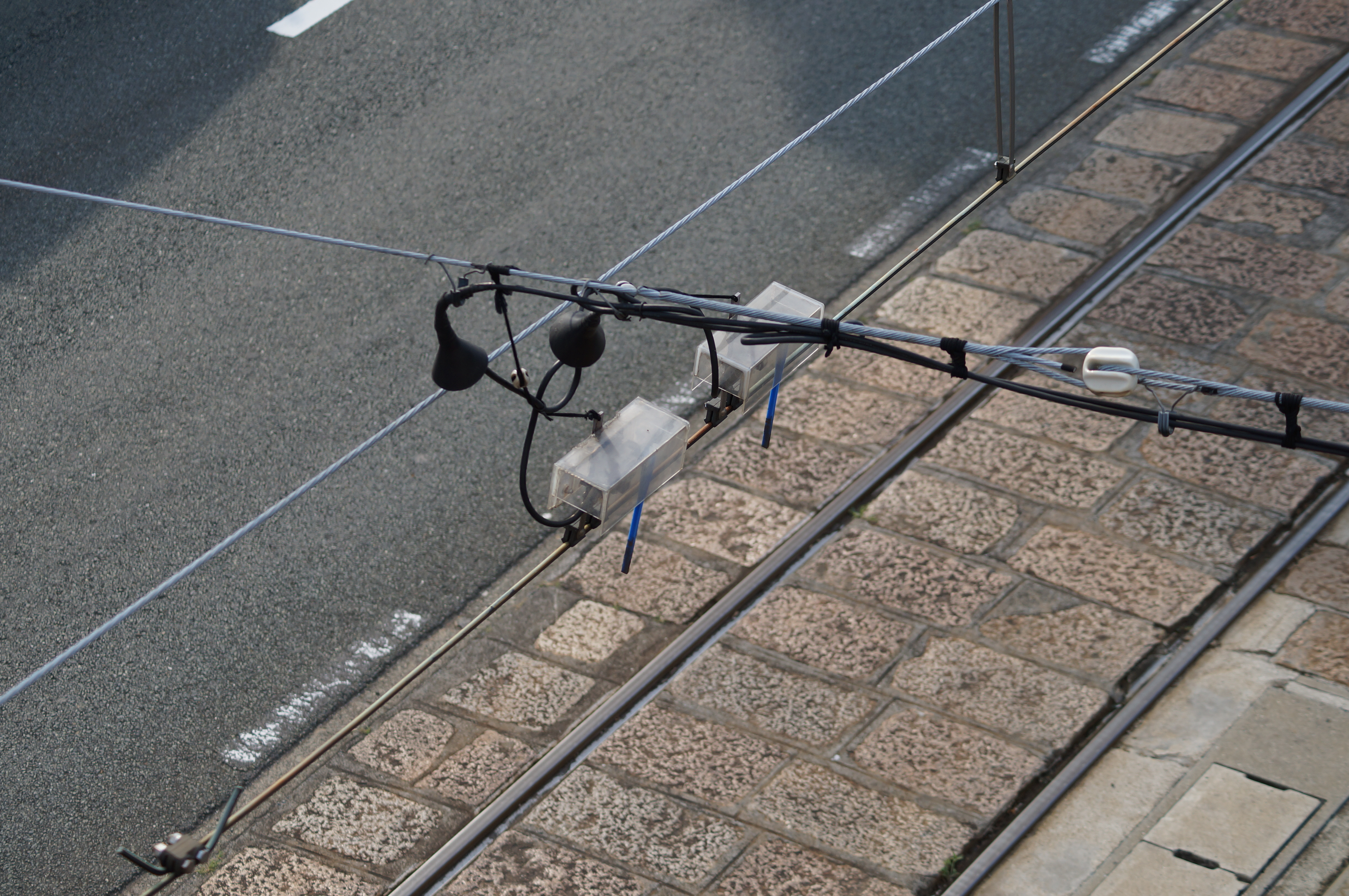
トロリーコンタクターの例。左下から右上へ通っているのが架線で、中央の架線の下に飛び出している棒状のものに集電装置が当たることで、電車がその位置を通過したかどうかを検知し、ポイント等が作動する。

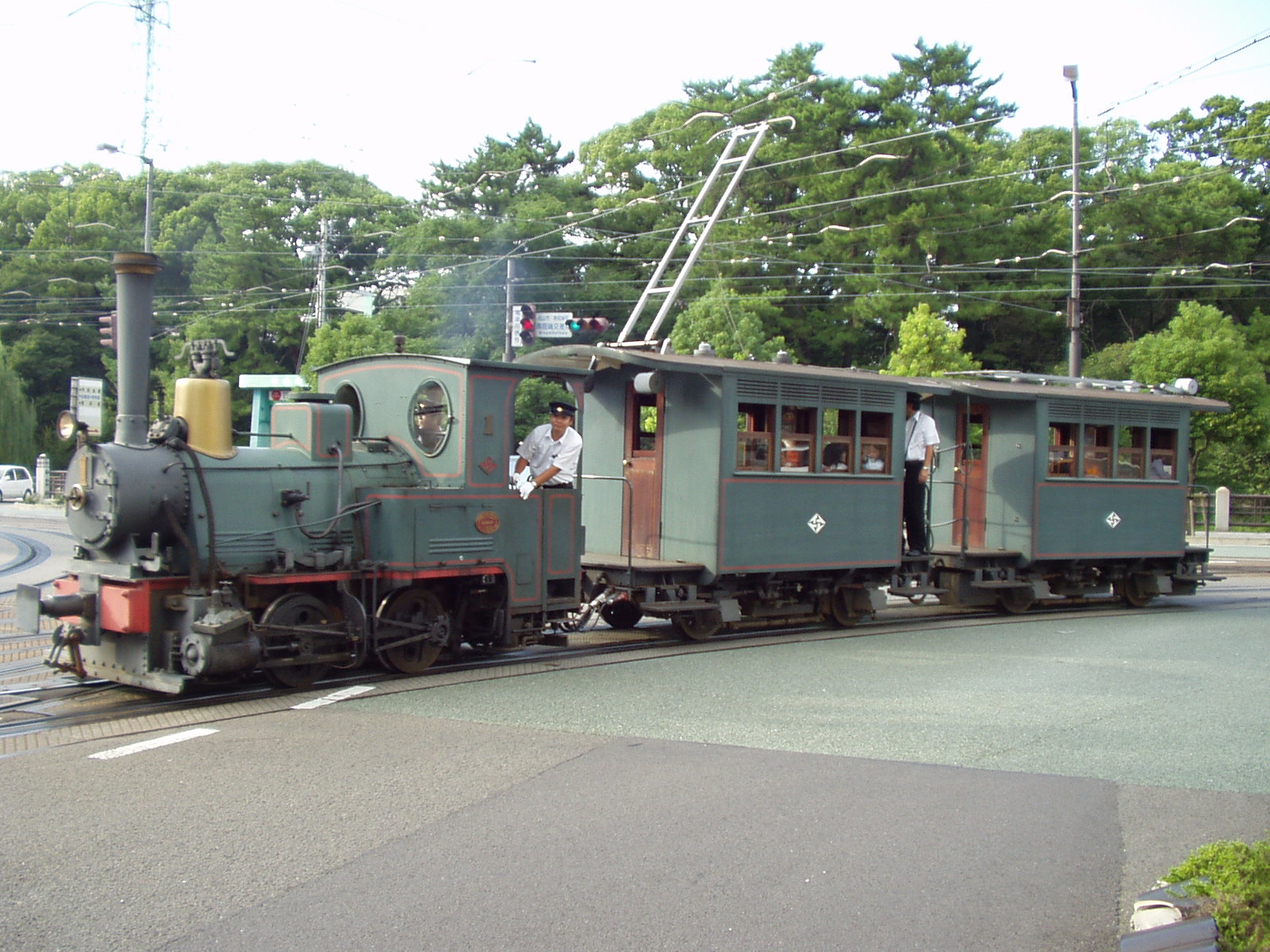
伊予鉄道坊っちゃん列車が南堀端電停を発車したときの写真。トロリーコンタクター操作のため、客車に搭載されたビューゲル様の車上コンタクタを立てている。

トロリーコンタクターとは、主に、路面電車の分岐点におけるポイントや信号機を操作するために、架線に取り付けられた装置のことである。トロコンと略されることもある。トロリーは集電装置、コンタクターは接触器の意。

## 経緯
過去には、路面電車やトロリーバス（無軌条電車）では分岐点にポイント操作の係員が存在しており、電車の行き先を確認して手動でポイントを操作していた。しかし、合理化の流れの中で分岐点の無人化を行う方法として、電車の停止位置でポイントを操作する方法がとられた。その際に電車の停止位置を判別するために設けられたのがトロリーコンタクターである。大阪市電で取り付けられたものが最初とされている。

## 構造
通常架線に取り付けられる。棒状のスイッチがつけられており、電車が通過する際にパンタグラフがスイッチをたたくことで通過したことを検知する。単線区間ではトロリーコンタクターのスイッチを叩くことで閉塞を行う特殊自動閉塞式も存在する。

## 方式

### 信号機用（交通信号）
交通信号と電車用信号が連動している箇所において、電車の接近を検知するためのコンタクタである。多くは入口と出口の二箇所に設置され、最初のコンタクタが反応すると信号待ち状態になる。次の信号サイクルで、進行信号ないしは黄色の矢印が現示される。電車側が進行現示になるときは、自動車側は停止信号となることが多いが、交通が完全に遮断されない場合は、連動して警報機が動作する場合もある。電車が通過し、出口のコンタクタが反応すると、電車側信号機は停止現示に、自動車側は通常の信号サイクルに戻る。

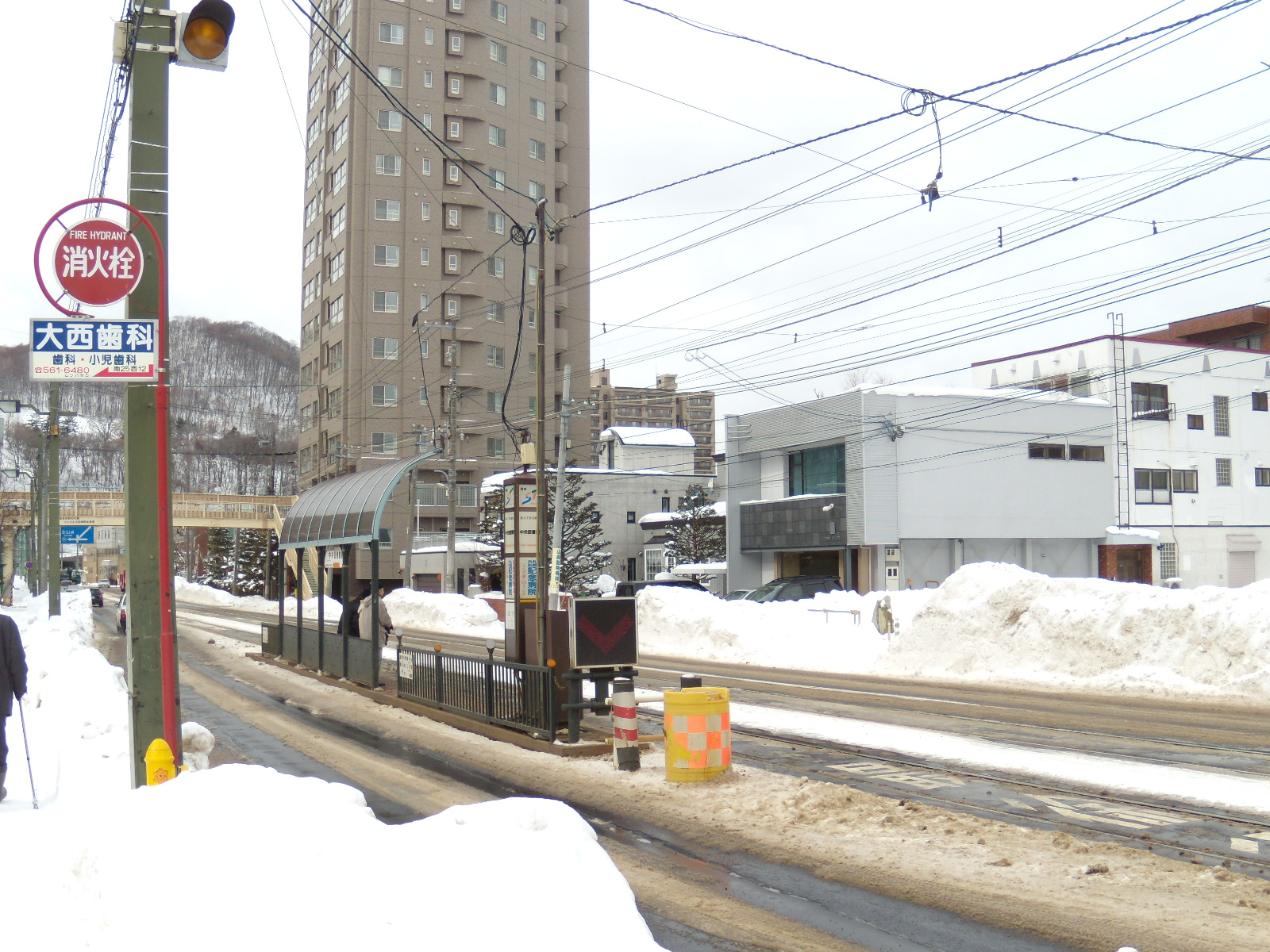
札幌市電中央図書館前電停の渡り線に連動したトロリーコンタクター。

### 信号機用（電車信号）
折り返し運転などで渡り線を日常的に使用する場合に設置される。折り返しの分岐器前に設置されたコンタクタが反応した段階で、反対方向の線路に停止信号が現示され、電車が折り返すかそのまま進行するかして再度コンタクタが反応するまで停止のままとなる。札幌市電中央図書館前電停や広島電鉄広電本社前電停の前後など、車庫の出入庫に絡んで設置される。

### 分岐用（時間差方式）
架線上に複数個のコンタクターが設置され、パンタグラフが通過する時間で転轍機を切り替える方式である。A、Bの最低二つのスイッチがあり、Aを通過してからすぐにBを通過すると定位に、Aを通過してから停止し、規定時間以上おくと反位に切り替わる。広島電鉄、伊予鉄道などで採用されている。直前に電停がある場合、行き先別に停止位置を分けられるという利点がある。

### 分岐用（表示器方式）
表示器が設置され、一定周期で定位もしくは反位を示す表示が交互に点灯している。運転士は、進行したい方向のランプが点灯している間にコンタクタのある区間に進入する。コンタクタが反応すると、その時点で表示されている方向に転轍される。コンタクタは一つでも運用できるが、タイミングをとるために一旦停止しなければならない場合が多い。長崎電気軌道、函館市電などで採用されている。

## 関連記事
- 路面電車